# ماتي هولمز
ماتي هولمز (بالإنجليزية: Matty Holmes)‏ هو لاعب كرة قدم بريطاني في مركز الوسط، ولد في 1 أغسطس 1969 في لوتن في المملكة المتحدة. لعب مع بلاكبيرن روفرز وتشارلتون أثلتيك وكارديف سيتي ونادي بورنموث ووست هام يونايتد.